# Spencer Jones
Spencer Keith Jones, né le  14 juin 2001 à Shawnee Mission (en) dans le Kansas, est un joueur américain de basket-ball évoluant au poste d'ailier.

## Biographie

### Carrière universitaire
Entre 2019 et 2024, il joue pour les Cardinal de Stanford.

### Carrière professionnelle
Spencer Jones signe un contrat two-way avec les Nuggets de Denver en juillet 2024. Son contrat two-way est renouvelé en juillet 2025.

## Palmarès et distinctions personnelles

### Universitaires
- Second-team All-Pac-12 (2023)